# Награда Аустралијског филмског института за најбољу глумицу у главној улози
Награда Аустралијског филмског института за најбољу глумицу у главној улози (енгл. Australian Film Institute Award for Best Actress in a Leading Role) је награда коју додељује АФИ од 1971. године.

## Награђене
- 1971 - Monica Maughan (A City's Child)
- 1972 - Џеки Вивер - (Stork)
- 1973 - Џуди Морис - (Libido: The Child)
- 1974/75 - Џули Досон - (Who Killed Jenny Langby)
- 1976 - Хелен Морс - (Caddie)
- 1977 - Пат Бишоп - (Don's Party)
- 1978 - Анџела Панч-Макгрегор - (The Chant of Jimmie Blacksmith)
- 1979 - Michelle Fawdon - (Cathy's Shild)
- 1980 - Трејси Ман - (Hard Knocks)
- 1981 - Џуди Дејвис - (Winter Of Our Dreams)
- 1982 - Noni Hazlehurst - (Monkey Grip)
- 1983 - Венди Хјуз - (Careful, He Might Hear You)
- 1984 - Анџела Панч-Макгрегор - (Annie's Coming Out)
- 1985 - Noni Hazlehurst - (Fran)
- 1986 - Џуди Дејвис - (Kangaroo)
- 1987 - Џуди Дејвис - (High Tide)
- 1988 - Надин Гарнер - (Mullaway)
- 1989 - Мерил Стрип - (Evil Angels)
- 1990 - Катрин Маклементс - (Weekend With Kate)
- 1991 - Sheila Florance - (A Woman's Tale)
- 1992 - Лиса Хароу - (The Last Days of Chez Nous)
- 1993 - Холи Хантер - (The Piano)
- 1994 - Тони Колет - (Muriel's Wedding)
- 1995 - Џакелин Макензи - (Angel Baby)
- 1996 - Џуди Дејвис - (Children Of The Revolution)
- 1997 - Памела Рејб - (The Well)
- 1998 - Дебора Мејлман - (Radiance)
- 1999 - Саша Хорлер - (Praise)
- 2000 - Пија Миранда - (Looking for Alibrandi)
- 2001 - Кери Армстронг - (Lantana)
- 2002 - Марија Теодоракис - (Walking on Water)
- 2003 - Тони Колет - (Japanese Story)
- 2004 - Аби Корниш - (Somersault)
- 2005 - Кејт Бланчет - (Little Fish)
- 2006 - Емили Баркли - (Suburban Mayhem)
- 2007 - Џоан Чен - (The Home Song Stories)